# Zastawie (Strawczynek)
Zastawie – część wsi Strawczynek w Polsce położona w województwie świętokrzyskim, w powiecie kieleckim, w gminie Strawczyn.
W latach 1975–1998 Zastawie administracyjnie należało do województwa kieleckiego.